# Middlefield Beck
Der Middlefield Beck ist ein Wasserlauf in Cumbria, England. Er entsteht bei Beck Side und fließt in südlicher Richtung bis zu seiner Mündung in den River Eea am südwestlichen Rand von Cartmel.